# Final del Torneo Apertura 2017 (Colombia)
La final del Torneo Apertura 2017 de Colombia fueron una serie de partidos de fútbol que disputados el 14 y 18 de junio de 2017 con el objetivo de definir al campeón de la octogésima quinta (85a.) edición de la Categoría Primera A, máxima categoría del fútbol profesional de Colombia. Esta llave representa la última fase del torneo y en ella participaron Atlético Nacional y Deportivo Cali, que en las semifinales eliminaron a Millonarios y América con globales de 1:0 y 2:0, respectivamente. En esta fase, al igual que en las semifinales y los cuartos de final, la regla del gol de visitante no fue tenida en cuenta como medida de desempate en caso de empate en goles ni habrán tiempos extras una vez finalizados los 180 minutos reglamentarios de la llave, sino que directamente se procedió a definir la llave por tiros desde el punto penal; de otro lado, en el partido de vuelta fue local el equipo con mejor puntaje acumulado del torneo (sumatoria de puntos obtenidos por cada equipo en las anteriores fases previo a la final). El ganador de esta llave y, en consecuencia, del campeonato obtuvo el derecho de disputar la Copa Libertadores 2018 y la Superliga de Colombia 2018.

## Llave
| Bandera del departamento de Antioquia | vs. |                      |
| ------------------------------------- | --- | -------------------- |
| Atlético Nacional 5 0 5               | vs. | Deportivo Cali 3 2 1 |

## Estadios
| Medellín                  | Palmira                |
| ------------------------- | ---------------------- |
| Estadio Atanasio Girardot | Estadio Deportivo Cali |
| Capacidad: 44.739         | Capacidad: 52.000      |
|                           |                        |

## Estadísticas

### Estadísticas previas
A continuación se encuentran tabuladas las estadísticas de Atlético Nacional y Deportivo Cali en las fases previas a la final: todos contra todos, cuartos de final y semifinales. De la siguiente forma:
| Equipos           | PJ | PG | PE | PP | GF | GC | Dif. | Pts. | Rend.  |
| ----------------- | -- | -- | -- | -- | -- | -- | ---- | ---- | ------ |
| Atlético Nacional | 24 | 18 | 5  | 1  | 40 | 12 | 38   | 59   | 81,9 % |
| Deportivo Cali    | 24 | 9  | 10 | 5  | 34 | 24 | 10   | 37   | 51,4 % |

## Desarrollo

### Partido de ida
| 12         | POR        | Pablo Mina           |     |
| 28         | DEF        | Luis Manuel Orejuela |     |
| 4          | DEF        | Daniel Rosero        |     |
| 16         | DEF        | Germán Mera          |     |
| 6          | DEF        | Jeison Angulo        |     |
| 35         | MED        | Kevin Balanta        | 81' |
| 5          | MED        | Andrés Pérez         |     |
| 25         | MED        | Fabián Sambueza      |     |
| 21         | MED        | Nicolás Benedetti    | 87' |
| 34         | MED        | César Amaya          |     |
| 9          | DEL        | Jefferson Duque      | 69' |
| Entrenador | Entrenador | Héctor Cárdenas      |     |

| 34         | POR        | Franco Armani    |     |
| 6          | DEF        | Mateus Uribe     |     |
| 26         | DEF        | Carlos Cuesta    |     |
| 12         | DEF        | Alexis Henríquez |     |
| 19         | DEF        | Farid Díaz       |     |
| 8          | MED        | Diego Arias      | 45' |
| 14         | DEL        | Elkin Blanco     |     |
| 18         | DEL        | Rodin Quiñónes   | 29' |
| 10         | DEL        | Macnelly Torres  |     |
| 11         | DEL        | Andrés Ibarguen  | 72' |
| 17         | DEL        | Dayro Moreno     |     |
| Entrenador | Entrenador | Reinaldo Rueda   |     |

| 18 | MED | Daniel Giraldo     | 69' |
| 30 | MED | Nicolás Albarracín | 81' |
| 17 | DEL | Mayer Candelo      | 87' |

| 9  | MED | Luis Carlos Ruiz   | 29' |
| 29 | MED | Aldo Leão Ramírez  | 45' |
| 35 | MED | Ezequiel Palomeque | 72' |

| Anotado | 45' | Germán Mena     |
| Anotado | 65' | Jefferson Duque |

| Amonestado | 22' | Andrés Pérez    |
| Amonestado | 33' | Fabián Sambueza |
| Amonestado | 74' | Luis Orejuela   |

| Amonestado | 17' | Alexis Henríquez |
| Amonestado | 41' | Luis Carlos Ruiz |

| Expulsado | 76' | Alexis Henríquez |

| Árbitro             | Mario Herrera      |
| Árbitros asistentes | Wilmar Navarro     |
| Árbitros asistentes | Herminsul Calderón |
| Cuarto árbitro      | Carlos Ortega      |

| 12         | POR        | Pablo Mina           |     |
| 28         | DEF        | Luis Manuel Orejuela |     |
| 4          | DEF        | Daniel Rosero        |     |
| 16         | DEF        | Germán Mera          |     |
| 6          | DEF        | Jeison Angulo        |     |
| 35         | MED        | Kevin Balanta        | 81' |
| 5          | MED        | Andrés Pérez         |     |
| 25         | MED        | Fabián Sambueza      |     |
| 21         | MED        | Nicolás Benedetti    | 87' |
| 34         | MED        | César Amaya          |     |
| 9          | DEL        | Jefferson Duque      | 69' |
| Entrenador | Entrenador | Héctor Cárdenas      |     |

| 34         | POR        | Franco Armani    |     |
| 6          | DEF        | Mateus Uribe     |     |
| 26         | DEF        | Carlos Cuesta    |     |
| 12         | DEF        | Alexis Henríquez |     |
| 19         | DEF        | Farid Díaz       |     |
| 8          | MED        | Diego Arias      | 45' |
| 14         | DEL        | Elkin Blanco     |     |
| 18         | DEL        | Rodin Quiñónes   | 29' |
| 10         | DEL        | Macnelly Torres  |     |
| 11         | DEL        | Andrés Ibarguen  | 72' |
| 17         | DEL        | Dayro Moreno     |     |
| Entrenador | Entrenador | Reinaldo Rueda   |     |

| 18 | MED | Daniel Giraldo     | 69' |
| 30 | MED | Nicolás Albarracín | 81' |
| 17 | DEL | Mayer Candelo      | 87' |

| 9  | MED | Luis Carlos Ruiz   | 29' |
| 29 | MED | Aldo Leão Ramírez  | 45' |
| 35 | MED | Ezequiel Palomeque | 72' |

| Anotado | 45' | Germán Mena     |
| Anotado | 65' | Jefferson Duque |

| Amonestado | 22' | Andrés Pérez    |
| Amonestado | 33' | Fabián Sambueza |
| Amonestado | 74' | Luis Orejuela   |

| Amonestado | 17' | Alexis Henríquez |
| Amonestado | 41' | Luis Carlos Ruiz |

| Expulsado | 76' | Alexis Henríquez |

| Árbitro             | Mario Herrera      |
| Árbitros asistentes | Wilmar Navarro     |
| Árbitros asistentes | Herminsul Calderón |
| Cuarto árbitro      | Carlos Ortega      |

|  |

### Partido de vuelta
| 34         | POR        | Franco Armani    |     |
| 2          | DEF        | Daniel Bocanegra | 82' |
| 26         | DEF        | Carlos Cuesta    |     |
| 5          | DEF        | Francisco Nájera |     |
| 19         | DEF        | Farid Díaz       | 10' |
| 14         | MED        | Elkin Blanco     | 64' |
| 6          | DEL        | Mateus Uribe     |     |
| 18         | DEL        | Rodin Quiñónes   |     |
| 10         | DEL        | Macnelly Torres  |     |
| 11         | DEL        | Andrés Ibarguen  |     |
| 17         | DEL        | Dayro Moreno     |     |
| Entrenador | Entrenador | Reinaldo Rueda   |     |

| 12         | POR        | Pablo Mina        |     |
| 28         | DEF        | Nilson Castrillón | 76' |
| 4          | DEF        | Daniel Rosero     |     |
| 16         | DEF        | Germán Mera       |     |
| 6          | DEF        | Jeison Angulo     |     |
| 35         | MED        | Kevin Balanta     | 32' |
| 5          | MED        | Andrés Pérez      |     |
| 25         | MED        | Fabián Sambueza   |     |
| 10         | MED        | Andrés Roa        |     |
| 34         | MED        | César Amaya       | 45' |
| 9          | DEL        | Jefferson Duque   |     |
| Entrenador | Entrenador | Héctor Cárdenas   |     |

| 23 | MED | Edwin Velasco      | 10' |
| 8  | MED | Diego Arias        | 64' |
| 35 | DEF | Ezequiel Palomeque | 82' |

| 18 | DEL | Daniel Giraldo | 32' |
| 14 | DEL | Abel Aguilar   | 45' |
| 7  | DEL | Miguel Murillo | 76' |

| Anotado | 7'  | Macnelly Torres |
| Anotado | 15' | Mateus Uribe    |
| Anotado | 41' | Andrés Ibargüen |
| Anotado | 74' | Dayro Moreno    |
| Anotado | 76' | Rodin Quiñones  |

| Anotado | 20' | Jefferson Duque |

| Amonestado | 26' | Elkin Blanco   |
| Amonestado | 31' | Dayro Moreno   |
| Amonestado | 39' | Farid Díaz     |
| Amonestado | 78' | Rodin Quiñones |

| Amonestado | 47'    | Abel Aguilar    |
| Amonestado | 54'    | Fabián Sambueza |
| Amonestado | 79'    | Germán Mera     |
| Amonestado | 90'+1' | Daniel Giraldo  |

| Expulsado | 90' | Edwin Velasco |

| Árbitro             | Andrés Rojas     |
| Árbitros asistentes | Humberto Clavijo |
| Árbitros asistentes | Dionisio Ruiz    |
| Cuarto árbitro      | Hervin Otero     |

| 34         | POR        | Franco Armani    |     |
| 2          | DEF        | Daniel Bocanegra | 82' |
| 26         | DEF        | Carlos Cuesta    |     |
| 5          | DEF        | Francisco Nájera |     |
| 19         | DEF        | Farid Díaz       | 10' |
| 14         | MED        | Elkin Blanco     | 64' |
| 6          | DEL        | Mateus Uribe     |     |
| 18         | DEL        | Rodin Quiñónes   |     |
| 10         | DEL        | Macnelly Torres  |     |
| 11         | DEL        | Andrés Ibarguen  |     |
| 17         | DEL        | Dayro Moreno     |     |
| Entrenador | Entrenador | Reinaldo Rueda   |     |

| 12         | POR        | Pablo Mina        |     |
| 28         | DEF        | Nilson Castrillón | 76' |
| 4          | DEF        | Daniel Rosero     |     |
| 16         | DEF        | Germán Mera       |     |
| 6          | DEF        | Jeison Angulo     |     |
| 35         | MED        | Kevin Balanta     | 32' |
| 5          | MED        | Andrés Pérez      |     |
| 25         | MED        | Fabián Sambueza   |     |
| 10         | MED        | Andrés Roa        |     |
| 34         | MED        | César Amaya       | 45' |
| 9          | DEL        | Jefferson Duque   |     |
| Entrenador | Entrenador | Héctor Cárdenas   |     |

| 23 | MED | Edwin Velasco      | 10' |
| 8  | MED | Diego Arias        | 64' |
| 35 | DEF | Ezequiel Palomeque | 82' |

| 18 | DEL | Daniel Giraldo | 32' |
| 14 | DEL | Abel Aguilar   | 45' |
| 7  | DEL | Miguel Murillo | 76' |

| Anotado | 7'  | Macnelly Torres |
| Anotado | 15' | Mateus Uribe    |
| Anotado | 41' | Andrés Ibargüen |
| Anotado | 74' | Dayro Moreno    |
| Anotado | 76' | Rodin Quiñones  |

| Anotado | 20' | Jefferson Duque |

| Amonestado | 26' | Elkin Blanco   |
| Amonestado | 31' | Dayro Moreno   |
| Amonestado | 39' | Farid Díaz     |
| Amonestado | 78' | Rodin Quiñones |

| Amonestado | 47'    | Abel Aguilar    |
| Amonestado | 54'    | Fabián Sambueza |
| Amonestado | 79'    | Germán Mera     |
| Amonestado | 90'+1' | Daniel Giraldo  |

| Expulsado | 90' | Edwin Velasco |

| Árbitro             | Andrés Rojas     |
| Árbitros asistentes | Humberto Clavijo |
| Árbitros asistentes | Dionisio Ruiz    |
| Cuarto árbitro      | Hervin Otero     |

|  |

| Bandera de Colombia                  |
| Campeón Atlético Nacional 16° título |